# 파또군
파또군은 춤폰주의 행정 구역이다. 이 지역의 총 인구 수는 2008년 기준으로 22633명이다. 인구 밀도는 23.9km2이다.

## 행정 구역
| 번호 | 지명     | 태국어 지명 | 빌리지 | 인구  |
| ---- | -------- | ----------- | ------ | ----- |
| 1.   | Phato    | พะโต๊ะ       | 19     | 8,491 |
| 2.   | Pak Song | ปากทรง      | 08     | 4,743 |
| 3.   | Pang Wan | ปังหวาน      | 07     | 4,964 |
| 4.   | Phra Rak | พระรักษ์      | 09     | 4,435 |

|  | 이 글은 지리에 관한 토막글입니다. 여러분의 지식으로 알차게 문서를 완성해 갑시다. |

1. ↑  “Population statistics 2008”. Department of Provincial Administration. 2009년 9월 22일에 원본 문서에서 보존된 문서. 2021년 12월 28일에 확인함.